# Unicum (Likör)

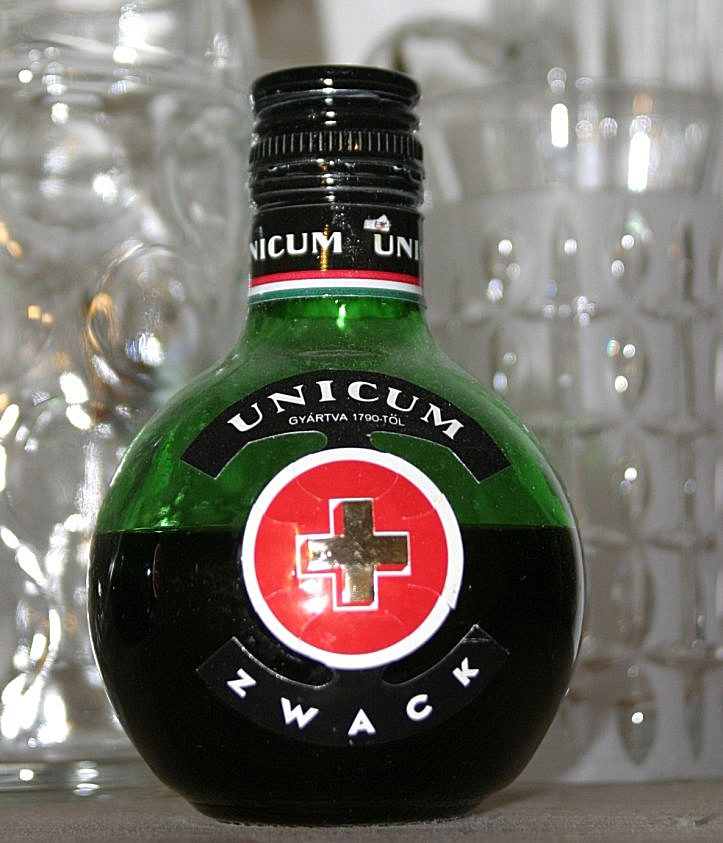
Halbvolle Flasche Unicum von Zwack.

Unicum ist der Name eines ungarischen Magenbitters der Brennerei Zwack.
Der aus über vierzig Kräutern und Gewürzen destillierte Unicum ist einer der ältesten Kräuterbitter Europas. Der Legende nach entwickelte der Wiener Hofarzt Dr. Zwack das Getränk im Jahr 1790 und präsentierte es dem Kaiser Joseph II. Der Legende nach soll der Kaiser gesagt haben: "Dr. Zwack, das ist ein Unikum!". So entstand der Name dieses einzigartigen Kräuterbitter.
Der Kräuterschnaps und Magenbitter ist ein Extrakt aus über 40 verschiedenen Kräutern und Wurzeln. Unicum enthält 40 % vol. Alkohol. Die optimale Trinktemperatur liegt bei 8 °C bis 10 °C.
Die Zusammensetzung ist dem Underberg ähnlich. Das Rezept ist seit 200 Jahren ein Geheimnis der Familie Zwack. Die verschiedenen Kräuter und Wurzeln werden für einige Wochen in Alkohol eingelegt, bis die Wirkstoffe sich lösen. Die Lösung wird anschließend destilliert. Danach reift das Getränk sechs Monate lang in Eichenfässern, bevor es abgefüllt wird.

## Geschichte
Die Geschichte von Unicum knüpft sich eng an die der Brennerei Zwack. Sie wurde 1840 in Pest gegründet und stellt seitdem den Likör nach dem Familienrezept kommerziell her. 1883 wurde die bis heute noch in Verwendung stehende kugelförmige grüne Glasflasche mit dem Emblem bestehend aus einem weißen Kreuz auf rundem roten Grund als Marke registriert und geschützt. Unicum wurde in jenen Jahren bereits erfolgreich nach Österreich, Frankreich und Russland exportiert. Im Jahr 1890 war die Produktion bereits so angewachsen, dass sie in ein neues Betriebsgelände in den 9. Bezirk von Budapest (Ferencváros) übersiedeln musste, wo sie auch heute wieder ihre Fabrikation hat. Die Produktion kam im Zweiten Weltkrieg durch die Zerstörung der Fabrik zum Erliegen. Nachdem die Fabrik wieder aufgebaut worden war, kam es 1948 unter dem kommunistischen Regime zur Verstaatlichung der Firma. Die Familie Zwack behielt jedoch ihr Rezept für sich geheim und gab eine falsche, abgeänderte Version dem Staat preis. Unter schwierigen Umständen gelang es der Familie, das Land zu verlassen und nach Italien zu flüchten, wo sie ihr Unicum nach ihrem originalen Rezept herstellten. Von nun an gab es bis 1989 zwei Arten des Getränks. Péter Zwack gelang es zusammen mit Underberg nach der Wende 1989 den Betrieb in Ungarn wieder zurückzukaufen und stellte ab dann Unicum nach originalem Rezept wieder in Ungarn her. In den 1990er Jahren kam eine neue Form des Magenbitters mit dem Namen Unicum Next auf den Markt. Er schmeckt im Gegensatz zum originalen Unicum süßer und „frischer“ nach Zitrone. Seit 2020 gibt es eine neue Unicumsorte mit dem Namen Unicum Barista, die eine Mischung aus traditionellem Unicum mit 100 % Arabica-Kaffee ist.
Neben dem bekannten Magenbitter stellt Zwack auch mehrere Sorten Brände bzw. Schnäpse und Liköre her.

## Auszeichnungen
- BNV Auszeichnung, 1991
- Hungaropack Preis, 1998
- Worldstar Winner, 1998
- Goldenes Blatt (für die Werbung) Tokio, 2000